# Francesco Monterisi

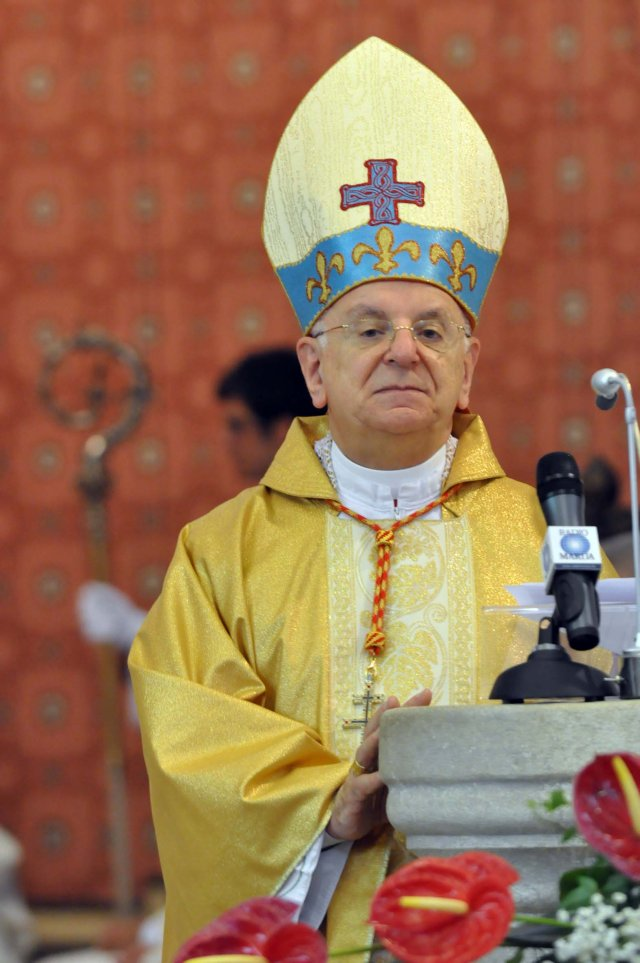
Kardinal Francesco Monterisi in Sarajevo (2012)

Francesco Kardinal Monterisi (* 28. Mai 1934 in Barletta, Provinz Barletta-Andria-Trani, Italien) ist ein emeritierter Kurienkardinal der römisch-katholischen Kirche und emeritierter Erzpriester der Patriarchalbasilika Sankt Paul vor den Mauern.

## Leben

Wappen von Kardinal Monterisi

Nach dem Studium der Katholischen Theologie und Philosophie in Rom empfing Monterisi am 16. Mai 1957 das Sakrament der Priesterweihe. Er trat im Juli 1964 in den diplomatischen Dienst des Vatikans und wurde 1966 Sekretär der Apostolischen Nuntiatur in Ägypten. Papst Johannes Paul II. verlieh ihm am 22. Juni 1979 den Titel Ehrenprälat Seiner Heiligkeit.
Am 24. Dezember 1982 ernannte ihn Johannes Paul II. zum Titularerzbischof von Alba Maritima und zum Pro-Nuntius in Korea. Die Bischofsweihe spendete ihm Johannes Paul II. am 6. Januar 1983 im Petersdom, Mitkonsekratoren waren die Kurienbischöfe Eduardo Martínez Somalo und Duraisamy Simon Lourdusamy. Sein Amt als Nuntius legte er am 20. Juni 1987 nieder und wirkte ab dann als Offizial im Staatssekretariat sowie als Professor an der Päpstlichen Diplomatenakademie. 1993 wurde Monterisi zum Apostolischen Nuntius in Bosnien-Herzegowina ernannt und schließlich am 7. Mai 1998 in das Amt des Sekretärs der Kongregation für die Bischöfe berufen. Bereits im Dezember 1995 war er aufgrund des Bosnienkriegs nach Rom zurückberufen worden.
Am 3. Juli 2009 ernannte ihn Papst Benedikt XVI. zum Erzpriester der Patriarchalbasilika Sankt Paul vor den Mauern.
Im feierlichen Konsistorium vom 20. November 2010 nahm ihn Benedikt XVI. als Kardinaldiakon mit der Titeldiakonie San Paolo alla Regola in das Kardinalskollegium auf. Am 23. November 2012 nahm Benedikt XVI. das von Francesco Monterisi aus Altersgründen vorgebrachte Rücktrittsgesuch vom Amt des Erzpriesters der Basilika Sankt Paul vor den Mauern an. Kardinal Monterisi nahm am Konklave 2013 teil, das Papst Franziskus wählte. Im Oktober 2019 nahm er als päpstlicher Gesandter an der Krönungszeremonie des japanischen Kaisers Naruhito teil. Am 3. Mai 2021 wurde er von Papst Franziskus pro hac vice zum Kardinalpriester an der Titeldiakonie San Paolo alla Regola ernannt.
Er ist Ehren-Konventualkaplan des Souveränen Malteserordens.

## Mitgliedschaften
- Kongregation für die Bischöfe (seit 2012;[6] bestätigt 2013)